# 胡巴塔拉
胡巴塔拉（Hubbathala），是印度泰米尔纳德邦The Nilgiris县的一个城镇。总人口10974（2001年）。

## 人口
该地2001年总人口10974人，其中男性5335人，女性5639人；0—6岁人口1231人，其中男610人，女621人；识字率73.04%，其中男性为81.69%，女性为64.85%。